# Jehanne d'Orliac
Jehanne d'Orliac ou Jeanne d'Orliac, née Anne Marie Jeanne Laporte, le 28 mai 1883 à Compiègne et morte le 26 août 1974 à Amboise, est une  romancière, dramaturge, biographe et poétesse française.

## Biographie
Jehanne d'Orliac est la fille d'un officier, Joseph Laporte et de Cécile d'Orliac, dont plusieurs aïeux furent officiers sous le Premier Empire et la Restauration, chevaliers de l'Ordre de Saint-Louis et de la Légion d'honneur.
Elle eut une enfance perturbée par les nombreux déplacements occasionnés par la carrière militaire de son père. Ce dernier fut affecté en 1894 en Nouvelle-Calédonie.
En 1898, la famille revient en France et s'installe à Vesoul où son père est affecté. Elle est inscrite dans une institution religieuse, où elle se passionne pour l'histoire de France. Elle commence la rédaction de petits poèmes et de saynètes.
En 1905, elle a 22 ans et quitte Vesoul pour Paris. Grâce à un ami de la famille, l'écrivain Pierre Loti, elle présente sa pièce François Villon au théâtre Trianon à Paris. Pierre Loti, à qui elle a envoyé son livre lui répond : « Reçu Villon, lu à peu près tout. C'est plus que très bien, c'est renversant pour avoir été écrit par une petite fille. Merci de me l'avoir fait connaître. Allons, avouez que vous êtes un peu maboul, gentiment maboul... ». La pièce rencontre un succès inespéré pour une toute jeune écrivaine, la Revue illustrée lui rend hommage, et la pièce est reprise l'année suivante, au théâtre de l'Athénée à Paris.

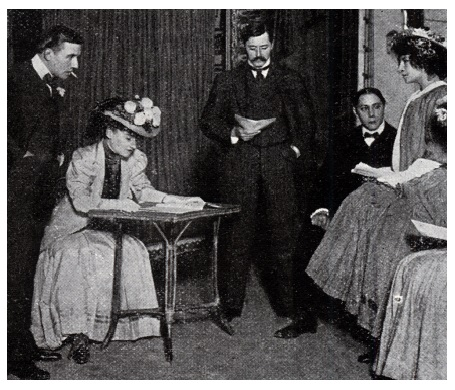
Jeanne d'Orliac attablée entre Henri Burguet et Roger Vincent
(répétition de la pièce Joujou tragique au théâtre du Gymnase en 1907).

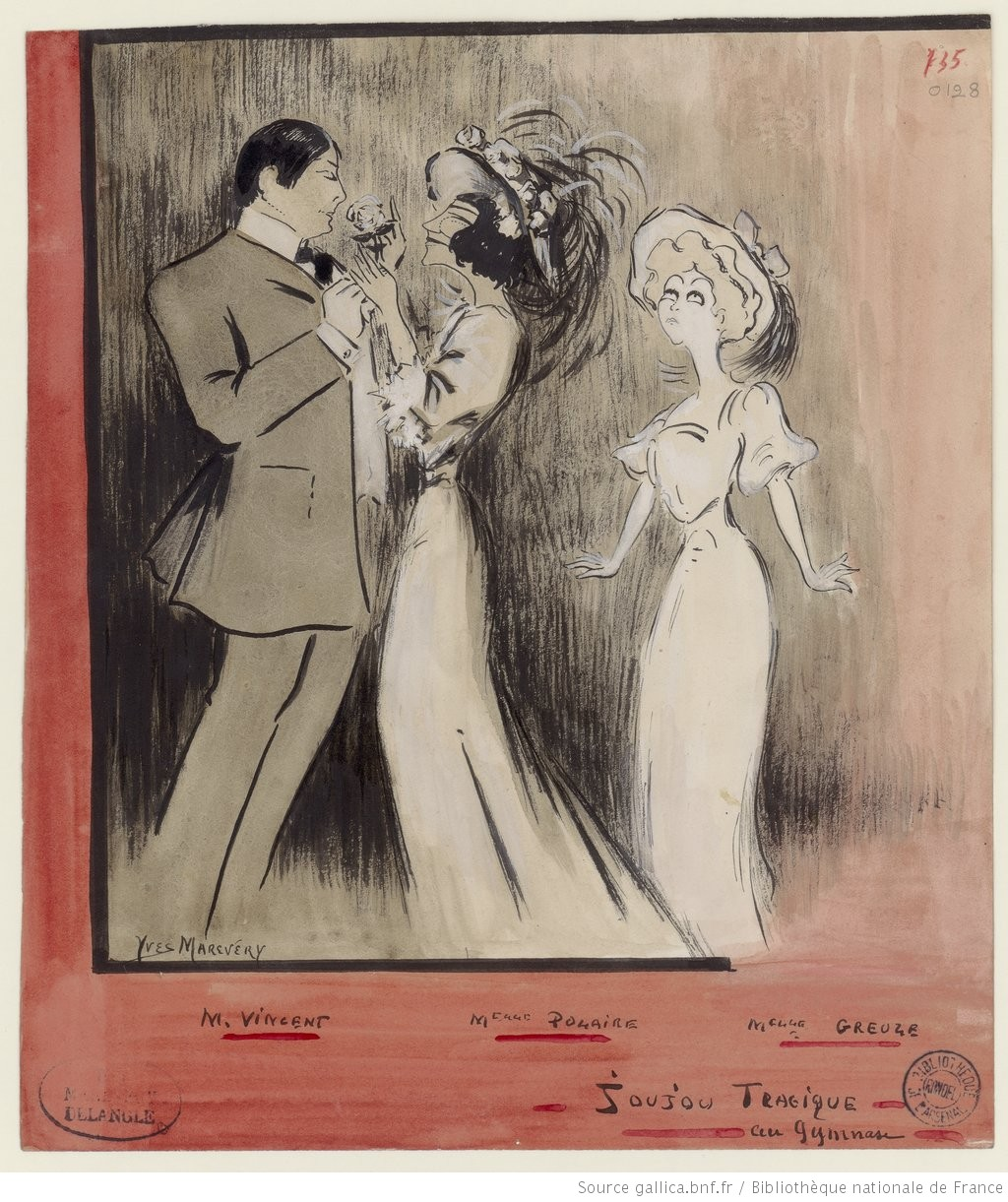
Caricature d'Yves Marevéry sur les trois acteurs jouant dans la pièce de Jehanne d'Orliac, Joujou tragique en 1907.

En 1907, elle présente Joujou tragique, une nouvelle pièce de théâtre, mise en scène par Henri Burguet avec les comédiens Roger Vincent, Polaire et Lilian Greuze.
En 1908, le portraitiste Paul Franz Namur la dessine et l'année suivante, en 1909, le sculpteur Pierre-Etienne Daniel Campagne la représente en Amazone lors du salon des artistes français. C'est pour Jehanne d'Orliac, la Belle Époque. Elle est élue membre du syndicat de la critique littéraire. Elle profite de sa notoriété pour aller aux sports d'hiver, pratiquer l'escrime et l'équitation. Toujours en 1909, Guillaume Apollinaire lui rend hommage « Vous avez un talent bien net et non énervé dont je vous félicite en me déclarant votre admirateur. »
En 1913, elle fait l'acquisition du pavillon dit de la « grille dorée », un des bâtiments encore existant du château de Chanteloup situé juste au sud-ouest d'Amboise. Une de ses amies, Lucie Delarue-Mardrus, parle de son « petit château de rêve ». C'est dans ce lieu historique, que Jehanne d'Orliac s'intéresse au passé de ce château et à ses célèbres occupants d'autrefois, notamment le duc Étienne-François de Choiseul.
En 1921, pour le troisième centenaire de Jean de La Fontaine, la Société littéraire et artistique de Touraine organise une journée de commémoration, avec concert, récitation de fables et, en tête d’affiche, une conférence de Jehanne d’Orliac. Cette même année 1921, Jehanne d’Orliac obtint aux premiers Jeux Floraux de Touraine la rose d’or pour l’ensemble de son œuvre. En 1922, la Société Artistique choisit de célébrer le troisième centenaire de Molière. La soirée fut ouverte par une conférence de Jehanne d'Orliac sur Molière et les femmes.
En 1932, Jehanne d'Orliac reçoit la Légion d'Honneur au grade d'officier de la Légion d'honneur.
En 1934, Jehanne d'Orliac est sollicitée par la mécène Ida Rubinstein qui a en tête la création d’un mystère médiéval sur le personnage de Jeanne d’Arc. Ida Rubinstein organise une rencontre entre l'historien Gustave Cohen, le musicologue Jacques Chailley, le compositeur Arthur Honegger et Jeanne d’Orliac, pressentie pour écrire les paroles. Mais un désaccord entre Jehanne d'Orliac et Honegger ralentit le projet. Honegger conseille à Ida Rubinstein de demander la contribution de Paul Claudel qui en écrira finalement le livret sous le titre Jeanne d'Arc au bûcher.
En 1938, habitant la Touraine, Jehanne d'Orliac donne plusieurs conférences sur de nombreux sujets, notamment Ronsard, Louis-Claude de Saint-Martin, les reines de Sicile ou encore les compagnons de Jeanne d'Arc.
Jehanne d'Orliac meurt le 26 août 1974 et fait don de ses archives personnelles au département d'Indre-et-Loire. Le fonds Jehanne d’Orliac est conservé aux Archives départementales.

## Distinctions
- Officière de la Légion d'honneur.

## Pièces de théâtre
- 1905 : François Villon, pièce en 1 acte en vers, présentation en ligne.
- 1906 : Joujou tragique, pièces en 4 actes en prose.
- 1908: Pulcinella, pièce en 4 actes en vers.
- 1911 : Les Roses d'Auteuil, pièce en 1 acte en vers.
- 1939 : Les Jeux glorieux d'Amboise, poème épique et ironique.

## Poésie
- 1907 : Les Murmures, les chants, les cris, éditions Sansot, Paris.
- 1914 : Vingt fables pour grandes et petites personnes, éditions Figuière et Cie, Paris.
- 1930 : Vingt-quatre poèmes pour vingt-quatre préludes de Debussy, éditions Fourcace, Paris.

## Romans
- 1912 : Le Jardin des autres, Paris, Tallandier.
- 1917 : Un grand blessé, Paris, Flammarion.
- 1918 : Vers lui, Paris, Flammarion.
- 1919 : Madeleine de Glapion, demoiselle de Saint-Cyr, Paris, Flammarion.
- 1921 : Un cœur d'homme, Paris, Flammarion.
- 1921 : Dans notre monde, Paris, Ferenczi.
- 1922 : Une courtisane, Paris, Flammarion.
- 1925 : Le Drame de la Chavonnière, Paris, Flammarion.
- 1927 : La Fleur d'Or, Paris, Éditions Baudinière.
- 1930 : Les îles au parfum de santal : Nouvelle Calédonie, Nouvelles Hébrides, Paris, éditions Baudinère.
- 1933 : Chaîne de perles, Paris, Éditions Baudinière.
- 1934 : Le Deuxième Mari de Lady Chaterley, Paris, Albin Michel.
- 1947 : Jehan des boucles brunes, Paris, Éditions de Marly, Plon.
- 1965 : La Sauvageonne, Paris, Éditions de Lutèce.

## Romans historiques
- 1922 : Chanteloup, la duchesse de Choiseul et Chérubin, Paris, Ferenczi et fils.
- 1926 : Anne de Beaujeu, roi de France, Paris, Plon-Nourrit.
- 1929 : Les Îles au parfum de santal. Nouvelle-Calédonie, Nouvelles-Hébrides, Paris, Éditions Baudinière.
- 1929 : La Vie merveilleuse d'un beau domaine français : Chanteloup du xiiie au xxe siècle, Tours, Éditions Arrault et Cie.
- 1930 : Diane de Poitiers, grant sénéchalle de Normandie, Paris, Plon, présentation en ligne.
- 1931 : Le Cœur humain, inhumain, surhumain de Blaise Pascal, Paris, Éditions Baudinière, présentation en ligne.
- 1933 : Yolande d'Anjou, la reine des quatre royaumes, Paris, Plon.
- 1934 : Christine de Suède, la reine chaste et folle, Paris, Éditions des Portiques, présentation en ligne.
- 1936 : Suisses et grisons, soldats de France, Tours, Éditions Arrault et Cie.
- 1937 : La Légion d'honneur, Tours, Éditions Arrault et Cie.
- 1946 : Les Dames de la halle, 1181-1939, Paris, Société d'éditions extérieures et coloniales, collection « Figures méconnues de l'histoire ».
- 1947 : La Duchesse de Choiseul, Tours, Éditions Arrault et Cie.